# Újszolcsva
Újszolcsva románul: Sălciua Nouă, falu Romániában, a Bánságban, Temes megyében.

## Fekvése
Hidasliget közelében fekvő település.

## Története
Újszolcsva románul: Sălciua Nouă, 1925-ben alapított település.
1930-ban 320, 1941-ben 375, román lakosa volt, 1956-ban 400 lakosa volt.
Az 1966-os népszámláláskor 303, 1977-ben 196, 1992-ben pedig 39 román lakost számoltak itt össze.           